# Ace (gruppo musicale)
Gli Ace sono stati un gruppo musicale britannico, attivo negli anni settanta.

## Storia del gruppo
Gli Ace nacquero nel 1972 a Sheffield, originariamente come "Ace Flash and the Dynamos", per mano di Phil Harris ed Alan King, ex cantante e chitarrista delle band mod Mighty Baby ed Action, assieme a Paul Carrack e Tex Comer che provenivano dagli Warm Dust e Steve Witherington, che lasciò la band l'anno seguente per essere sostituito dall'ex Bees Make Horney Fran Byrne. La band debutta nel dicembre del 1972 e divenne famosa nel circuito del pub rock per le forti influenze funky.
Nel 1974 il gruppo registra Five A Side per la casa discografica Anchor Records. L'album è una combinazione di pub rock e funk e il suo singolo How Long si affaccia alle classifiche inglesi ed americane, raggiungendo il 1 posto proprio in queste.
Segue Time For Another nel 1975 ed un tour negli Stati Uniti come spalla degli Yes senza tuttavia ottenere il successo sperato. Harris lascia il gruppo, sostituito da John Woodhead. Trasferitisi a Los Angeles incidono Noo Strings nel gennaio nel 1977, che passa completamente inosservato.
Il gruppo si scioglie e di tutti solo Carrack sarà capace di intraprendere una carriera autonoma, suonando con Roxy Music, Squeeze, Nick Lowe e con Mike + The Mechanics. Collabora anche con Roger Waters, con cui suona anche al megaconcerto The Wall a Berlino, nel 1990 davanti a 250.000 persone.

## Formazione
- Alan King - chitarra ritmica e voce (1972-1977)
- John Woodhead - chitarra solista e voce (1972-1977)
- Paul Carrack - tastiere e voce(1972-1977)
- Terry Comer - basso(1972-1977)
- Fran Byrne - batteria(1972-1977)

## Discografia

### Album in studio
- 1974 - Five a Side
- 1975 - Time for Another
- 1977 - No Strings
- 1982 - Six Aside

### Raccolte
- 1987 - How Long: The Best Of Ace
- 1993 - The Very Best Of Ace
- 2003 - The Best Of Ace (Varèse)